# Hespérides Trough
Hespérides Trough är en gravsänka i Antarktis. Den ligger i havet utanför Västantarktis. Argentina och Storbritannien gör anspråk på området.